# Rafer Alston
Rafer Alston (ur. 24 lipca 1976 w Nowym Jorku) – amerykański koszykarz, grający na pozycji rozgrywającego. Wcześniej występował w zespołach (kolejno): Milwaukee Bucks, Toronto Raptors, Miami Heat, ponownie Toronto Raptors, Houston Rockets, Orlando Magic oraz New Jersey Nets.
Rafer Alston znany jest z występów w koszykarskich mixtape'ach AND 1 pod pseudonimem Skip2MyLou.
10 lutego 2007 roku wyrównał rekord NBA, zaliczając 8 przechwytów w trakcie jednej połowy spotkania. Miało to miejsce podczas konfrontacji z Charlotte Bobcats. Został 12. zawodnikiem współdzielącym ten rekord.
19 lutego 2009 roku, tuż przed zamknięciem okna transferowego został oddany do Orlando Magic za: Briana Cooka, Adonala Foyla oraz Mike'a Wilksa. Pod koniec czerwca 2009 r. został zawodnikiem Nets po wymianie wraz z Tonym Battie i Courtneyem Lee za Vince'a Cartera i Ryana Andersona.
Został uznany za jednego z najlepszych streetballerów w historii koszykówki ulicznej przez wiele portali oraz magazynów sportowych.

## Osiągnięcia
- Wicemistrz NBA (2009)[7]

## Rekordy
- Najwięcej punktów: 31 vs. L.A. Lakers 03/16/08
- Najwięcej ofensywnych zbiórek: 3 (4 razy)
- Najwięcej defensywnych zbiórek: 8 (4 razy)
- Najwięcej zbiórek: 9 @ New York 04/12/05
- Najwięcej asyst: 15 @ Minnesota 01/17/05
- Najwięcej przechwytów: 9 vs. Charlotte 02/10/07
- Najwięcej bloków: 4 @ Cleveland 04/16/03
- Najwięcej minut: 53 @ Chicago 01/20/06